# Mansonia africana
Mansonia africana är en tvåvingeart som först beskrevs av Theobald 1901.  Mansonia africana ingår i släktet Mansonia och familjen stickmyggor. Inga underarter finns listade i Catalogue of Life.